# Diospyros albiflora
Diospyros albiflora är en tvåhjärtbladig växtart som beskrevs av Arthur Hugh Garfit Alston. Diospyros albiflora ingår i släktet Diospyros och familjen Ebenaceae. Inga underarter finns listade i Catalogue of Life.